# Пролесное
Пролесное (укр. Пролісне; до 2024 года — Чкаловское) — посёлок, Чугуевский район, Харьковская область, Украина. Расположен в бассейне реки Гнилица.
Являлся до 2020 года административным центром Чкаловского поселкового совета, в который, кроме того, входили сёла Гавриловка, Николаевка, Новая Гнилица и посёлок Дослидное.

## Географическое положение
Посёлок городского типа Чкаловское находится на правом берегу ставка Шнур;
выше по течению на расстоянии в 1 км расположено село Гаври́ловка,: ниже по течению на расстоянии в 1 км расположено село ́Новая Гни́лица.
На ставке́ сделано несколько больших запруд.
К Чкаловскому примыкает посёлок Досли́дное.

## История
- Статус села Чкаловское получило в 1929 году в связи с созданием здесь совхоза № 5[6].
- В 1934 году в селе была открыта школа.
- После гибели в авиакатастрофе знаменитого советского лётчика Валерия Павловича Чкалова в 1938 году селу было присвоено имя «Чкаловское».
- Во время Великой Отечественной войны в 1941—1943 селение находилось под немецкой оккупацией, во время которой в октябре 1941 года здесь был создан концлагерь для советских военнопленных[6].
- В 1966 году численность населения составляла 1080 человек, здесь действовали специализировавшийся на овощеводстве и молочном животноводстве совхоз № 5 (имевший 7,5 тыс. га сельскохозяйственных земель) и совхоз № 7, а также средняя школа, восьмилетняя школа, три начальные школы, две библиотеки, клуб на 170 мест, стадион и спортплощадка[6].
- В 1976 году население составило 1879 человек.
- В 1977 — присвоен статус посёлок городского типа.
- В январе 1989 года численность населения составляла 4617 человек[7].
- В 1993 году в посёлке действовали совхоз-комбинат «Слобожанский», автостанция, быткомбинат, газовое хозяйство, дом культуры, дом пионеров, комбикормовый завод, насосная станция, электроподстанция, поликлиника, поссовет, сбербанк, телевизионное ателье, торг, магазины, универмаг, отделение связи, средняя школа, УПТК (учебно-производственно-технический комбинат).[8]
- В июле 1995 года Кабинет министров Украины утвердил решение о приватизации находившегося здесь совхоза[9].
- По данным переписи 2001 года численность населения составляла 4139 человек, на 1 января 2013 года — 3982 человека[10].

## Экономика
- Свино-товарная ферма (была при СССР).
- ООО «Зооветеринарный центр».
- Граковский комбинат хлебопродуктов, ООО.
- ПАО "Агрокомбинат «Слобожанский».
- «Агросвит», элеваторно-производственная компания, ООО.

## Объекты социальной сферы
- Детский сад.
- Школа. Архивная копия от 19 апреля 2015 на Wayback Machine
- Клуб.
- Фельдшерско-акушерский пункт.
- Чугуевский районный центр внешкольного образования.
- Православная церковь УПЦ МП.

## Транспорт
Рядом проходят автомобильная дорога Р-07 и Южная железная дорога (остановочный пункт Пролесный).

## Достопримечательности
- Братская могила советских воинов. Похоронены павших 162 воина.
- Памятники воинам-афганцам.

## Известные уроженцы
- Грущенко, Анна Ивановна — Герой Социалистического Труда (1971)[6].
- П. Г, Макашова — Герой Социалистического Труда (1971).
- С. В, Вдовиченко — Герой Социалистического Труда (1947)
- Д. Г, Вербицкий — Герой Социалистического Труда (1947)
- Х. М, Дмитренко — Герой Социалистического Труда (1947)
- А. Н, Рубан — Герой Социалистического Труда (1947)
- В. П, Кузьменко — Герой Социалистического Труда.
- П. П, Шевченко-Дубинин — полный кавалер ордена Славы.